# Miskolczi Pál
Miskolczi Pál (Sáros-(Kis)-Patak, 1820. január 22. – Cigánd, 1889. október 30.) református lelkész.

## Életútja
1845-ben Sárospatakon joghallgató volt; iskoláinak végeztével Lónyay Gábor nevelője volt, akivel Pozsonyban lakott egy évig. 1851-ben Berzéken (Zemplén megye) választották meg lelkésznek, 1855-ben Nagygeresdre, 1866-ban Tokajba és 1867-ben Cigándra (Zemplén megye) ment papnak. Tompával jó baráti viszonyban volt.
Költeményeket írt az Örömdalok… Sárospatak, 1842. c. gyűjteménybe, az Életképekbe (1845-47), a Pesti Divatlapba (1848), a Hölgyfutárba (1850), a Csokonai Lapokba (1850), a Losonczi Phönixbe (I. 1851), a Sárospataki Füzetekbe (II. 1858. VII. 1863.), a Protestáns Egyházi és Iskolai Lapba, 1867-től a Zempléni Lapokba, később a Zemplénbe, mely utóbbi lapba cikkeket is írt, úgy a Sárospataki Lapokba is; cikke a Vasárnapi Ujságban (1854. Hasonlat a növény és ember között, Herder után, Előítéletek a nevelés körében). Később leginkább vallásos irányú költeményeket írt.
Kéziratban több kötetnyi egyházi szónoklatai vannak.